# Takla Makan
Takla Makan eller Taklamakanöknen är den näst största sandöknen i världen efter Rub al-Khali. Den ligger i Tarimbäckenet i Centralasien och utbreder sig över områden som tillhör västra Kina. Österut gränsar den till Gobiöknen.
Vad "Taklamakan" egentligen betyder är oklart. Eventuellt kommer namnet från uiguriskan och betyder så mycket som "Bege dig in och du kommer aldrig tillbaka". Det finns andra namn som "Platsen utan återvändo" (tillskrivet arabiskan) eller "Dödens öken". I vilket fall som helst återspeglar namnet ett av jordens mest livsfientliga områden.

## Geografi

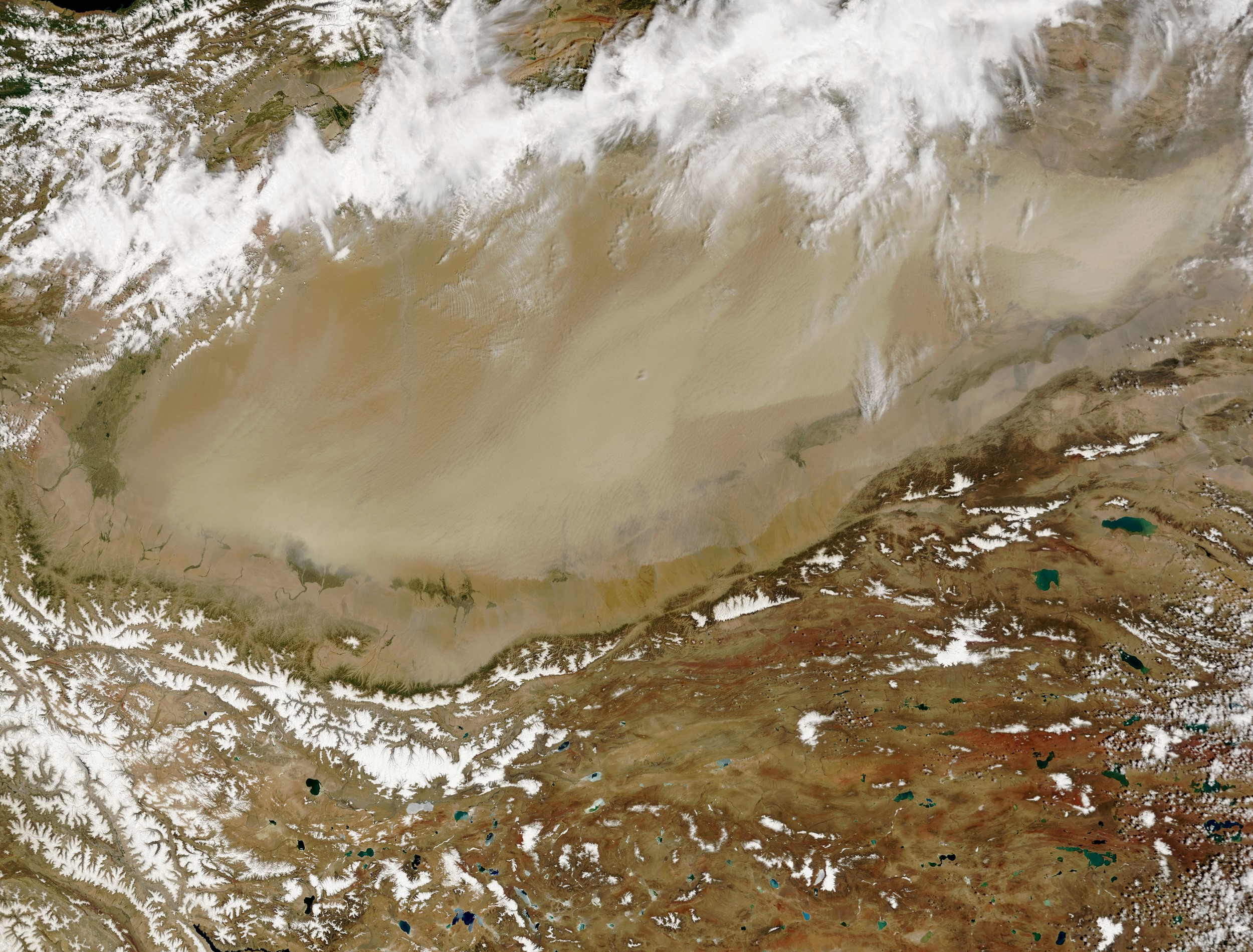
Sandstorm från ovan i Taklamakan, 25 juni 2005

Öknen upptar hela Tarimbäckenet och därmed ungefär två tredjedelar av den autonoma uiguriska regionen Xinjiang i Kina. Den är dominerande del av det 700 000 km² stora ökenområdet mellan bergen Tian Shan, Pamir, Kunlun och Bei Shan. Dess yta om cirka 300 000 km² är till största delen täckt av upp till 100 meter höga sanddyner som snabbt flyttar sig genom inverkan av stark vind. I öknen finns några saltsjöar. Den mest kända är Lop Nor, den vandrande sjön, som fick sitt vatten från floden Tarim men som torkade ut 1972 och bildade en saltöken. 
Den svarta sandstormen, kara buran, är fruktad i denna öken. Stormen kan virvla upp tonvis med sand och varar i dagar och till och med i veckor. Namnet har stormen fått därför att den oftast helt förmörkar himlen. Eftersom den har begravt många karavaner och säkert också hela städer är den förbunden med många myter. Så finns till exempel sägnen om en kejserlig kinesisk armé som begravdes under 250 meter höga sanddyner.

## Klimat
Med en årsnederbörd under 30 mm är öknen extremt torr. Det torra klimatet har två orsaker. Dels ligger öknen i regnskuggan från de omgivande bergen dels ligger den i det inre av kontinenten. De inkommande luftmassorna har på sin väg från havet efter hand förlorat sin fuktighet när de når Centralasien. Genom öknens stora avstånd från ett hav som jämnar ut värmen varierar temperaturen mellan –30 och +50 °C. Även temperaturen under dagen varierar starkt.

## Historia

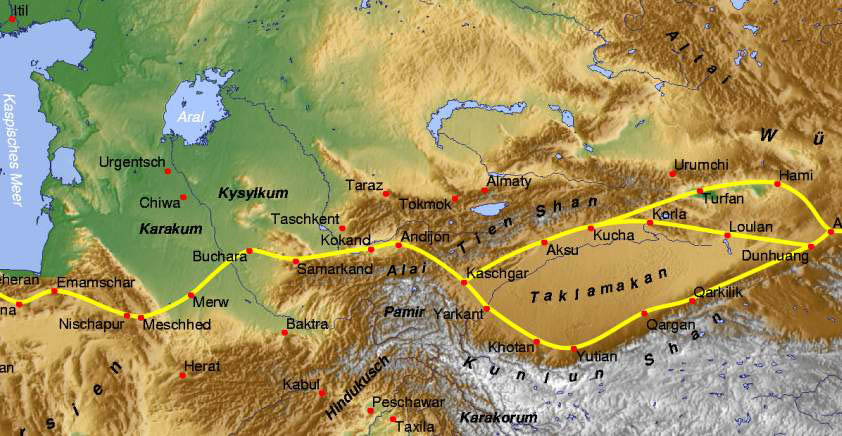
Centralasien med sidenvägen

Många arkeologiska lämningar har förblivit välbevarade på grund av det torra klimatet. I Taklamakanöknen finns några sjunkna städer vilka antingen övertäckts av sand genom öknens utbredning och sandstormar eller övergetts på grund av att deras vattentillflöden torkat ut. Ett exempel är Loulan som en gång var en handelsstad vid Lop Nor. De arkeologiska fynden pekar på tokhariskt, hellenistiskt och buddhistiskt inflytande. Forskarna och upptäcktsresarna Nikolaj Przjevalskij, Aurel Stein, Albert von Le Coq, Paul Pelliot och särskilt Sven Hedin beskriver resornas faror och öknens försvunna städer.
Förutom ruiner av städer har också några mumier (se Takla Makan-mumierna) hittats i regionen varav några är upp till 4 000 år gamla. Av dessa kan man utläsa vilka olika folkslag som en gång färdades i öknen. Många av dem verkar ha härstammat från Europa och skulle kunna vara tokharer. Senare befolkades oaserna av turkiska folk. Under Tangdynastin blev östturkarna för första gången besegrade och Kina kunde därmed utvidga sitt inflytande över den viktiga Sidenvägen. Denna var här delad i två vägar vilka förde norr respektive söder om den otillgängliga Taklamakanöknen. Mongoler och tibetaner har även haft herraväldet över området. Dagens befolkning består på landsbygden huvudsakligen av turkfolk som uigurer och kazaker medan stadsbefolkningen till övervägande del är hankineser.

## Utforskningar
I Europa kom Takla Makan för första gången i blickfånget 1888 (enligt en del källor 1889). Efter mordet på den brittiske köpmannen Andrew Dalgleishs i Himalaya flydde gärningsmannen längs med öknen. En överlevande från attentatet, Bowers, förföljde mördaren varvid han i en oas stötte på en gammal skrift som var författad på ett indiskt språk från fyrahundratalet och handlade om en stad i ökensanden. Den anses vara det första buddhistiska dokument som bevisar inflytandet från den dåtida indiska kulturen.
1895 gjorde upptäcktsresanden Sven Hedin en färd för att korsa öknen. Han fann ruinerna av Danda Oilik, en stad som sjunkit i sanden. Väggmålningar därifrån visade på indiskt, grekiskt och persiskt inflytande. Det var knappt han kom från den resan med livet i behåll på grund av vattenbrist, två ledsagare och sju kameler dog. Den dramatiska resan har sedan dess utgjort en bestående legend. I den berömde forskningsresandens spår genomförde Tibetkännaren Bruno Baumann våren 2000 en resa genom öknen men överlevde knappt även han.

## Övrigt
På grund av sitt klimat har Taklamakanöknen alltid varit otillgänglig. Den gamla Sidenvägens karavanleder är emellertid i dag asfalterade bilvägar på vilka man kan köra runt i hela öknen. Vid dessa leder vid kanten av Tarimbäckenet ligger oasstäderna Khotan, Kashgar och Aksu. Dessa oaser försörjs med smält vatten från de omgivande höga bergen. I Turfan-oasen möjliggör ett konstbevattningssystem, ett sammanlagt 5 000 kilometer långt nät av underjordiska kanaler, vinodling trots de extrema sommartemperaturerna. Ungefär i mitten av öknen har stora olje- och gasförekomster upptäckts. För att nå dessa byggde kinesiska regeringen för omkring 100 miljoner kronor per km en asfalterad väg som helt korsade öknen i nord-sydlig riktning från Luntai till Minfeng. Vägen med skydd mot sanddynerna på bägge sidor och ständig vägröjningsservice anses vara den dyraste vägen i världen. 
Öknen är också känd genom att Kina i dess närhet genomfört atombombsförsök.